# Кук, Аннализ
Аннализ Кук (англ. Annelies Cook; 1 августа 1984, Провиденс) — американская биатлонистка. Участница Зимних Олимпийских игр в Сочи.

## Биография
Биатлоном начала заниматься в 2000 году. Перед началом сезона 2009/2010 вошла в состав женской сборной США. Наивысшие результат на этапах в личных гонках был достигнут в 7 марта 2013 года. На этапе в Сочи американка заняла 14-е место. Причем если бы не три промаха на последней стрельбе, Кук смогла бы попасть в тройку призёров. Являлась одним из лидеров сборной США по биатлону. Закончила университет Юты. В 2019 году получила диплом медсестры и начала работать в детской больнице в Баварии.

### Участие в Олимпийских играх
| Год  | Место проведения | Спринт | Гонка преследования | Индивидуальная гонка | Масс-старт | Эстафета | Смешанная эстафета |
| ---- | ---------------- | ------ | ------------------- | -------------------- | ---------- | -------- | ------------------ |
| 2014 | Сочи             | 53     | 54                  | —                    | —          | 7        | —                  |

## Результаты

### Кубок мира
- 2011—2012 — 83-е место (10 очков)
- 2012—2013 — 45-е место (118 очков)
- 2014—2015 — 72-е место (24 очков)
- 2015—2016 — 83-е место (16 очков)

## Достижения
- Чемпионка Северной Америки 2008 (Спринт, Итаска)
- Чемпионка США 2016 (спринт, Форт-Кент)
- Вице-чемпионка Северной Америки 2008 (Масс-старт, Итаска)
- Вице-чемпионка США 2010 (преследование, Форт-Кент)
- Бронзовый призёр США 2009 (масс-старт, Форт-Кент)
- Бронзовый призёр США 2009 (преследование, Форт-Кент)
- Бронзовый призёр Северной Америки 2010 (Преследование, Форт-Кент)
- Бронзовый призёр Северной Америки 2010 (Масс-старт, Форт-Кент)
- Бронзовый призёр США 2010 (масс-старт, Форт-Кент)
- Бронзовый призёр США 2010 (спринт, Форт-Кент)
- Бронзовый призёр США 2016 (преследование, Форт-Кент)